# Uraecha longzhouensis
Uraecha longzhouensis är en skalbaggsart som beskrevs av Wang och Fernando Chiang 2000. Uraecha longzhouensis ingår i släktet Uraecha och familjen långhorningar. Inga underarter finns listade i Catalogue of Life.